# Nieuwkuijk
Nieuwkuijk is een dorp in de gemeente Heusden in de Nederlandse provincie Noord-Brabant. Per 1 januari 2023 had Nieuwkuijk 2.155 inwoners. Het dorp maakt deel uit van De Langstraat. Tot Nieuwkuijk behoort abdij Mariënkroon met daarbij de toren van het voormalige kasteel Onsenoort en kasteel d'Oultremont, bekend van voormalig themapark Het Land van Ooit. Daarnaast staat in Nieuwkuijk de nog in werking zijnde korenmolen "Emma".

## Ligging
Nieuwkuijk ligt in een dichtbevolkte strook langs de snelweg A59 en grenst in het oosten aan Vlijmen, in het zuidoosten aan Cromvoirt, in het westen aan Drunen en in het noorden aan Haarsteeg.

## Geschiedenis

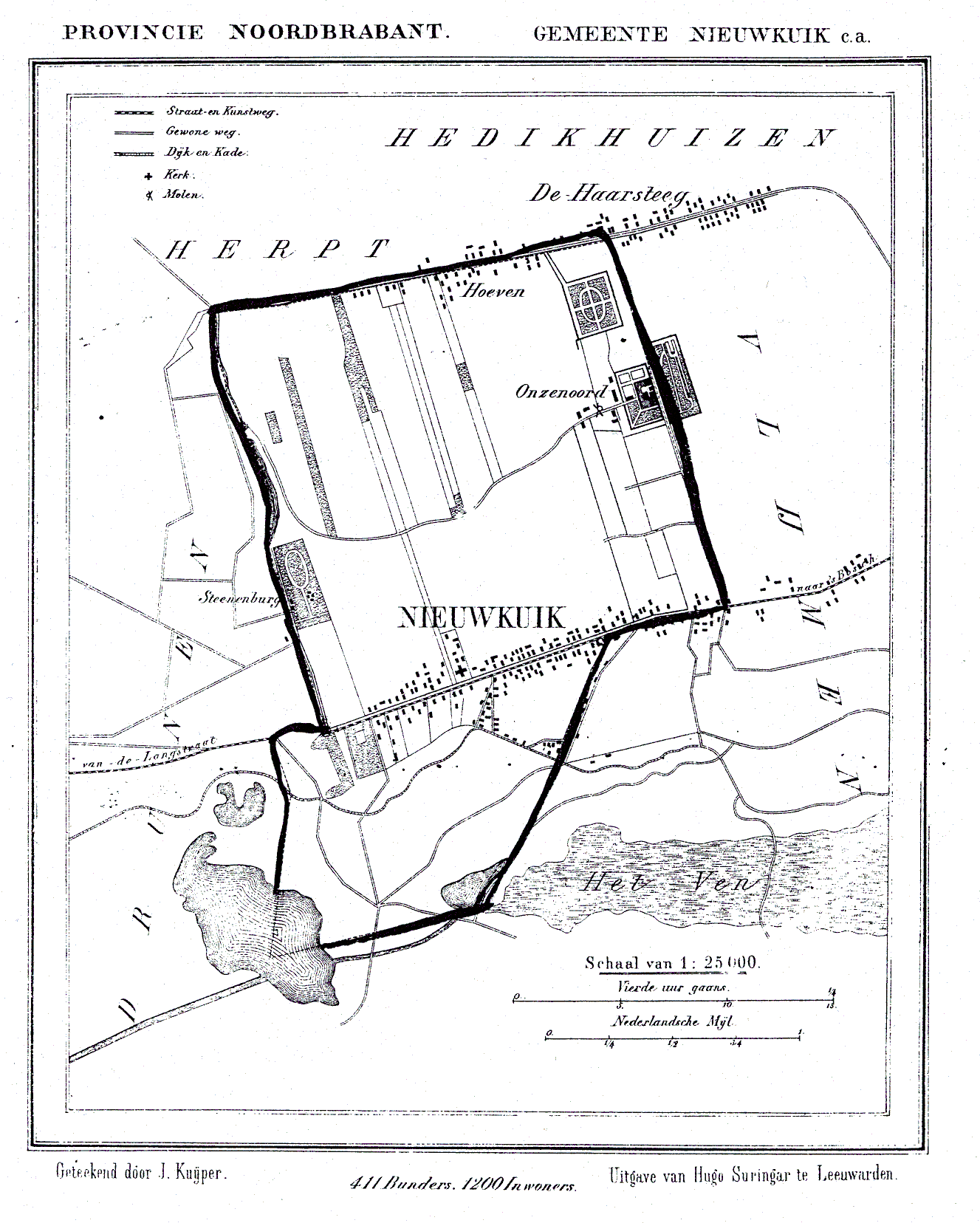
Nieuwkuijk in 1869

Er moet onderscheid worden gemaakt tussen de heerlijkheid Onsenoort en de heerlijkheid Nieuwkuijk. Hoewel beide oorspronkelijk een leen waren van het Prinsbisdom Luik werd, waarschijnlijk door Jan V van Cuijk die ook heer van Hoogstraten was, dit gebied in leen gegeven. Staatkundige verwikkelingen deden Onsenoort tot het Graafschap Holland gaan behoren terwijl Nieuwkuijk een (achter-)leen was van de heren, later graven, van Hoogstraten. Ook in de Staatse periode kwam Onsenoort bij het Gewest Holland terwijl Nieuwkuijk tot het Kwartier van Oisterwijk van de Meierij van 's-Hertogenbosch ging behoren en tot 1795 een Hoogstratens leengoed was. Daarna kwam zowel kasteel en dorp tot 1807 aan het Gewest Holland om daarna bij Brabant, later Noord-Brabant, gevoegd te worden. Tot 1811 hadden Nieuwkuijk en Onsenoort beide een eigen schepenbank. In 1811 werden beide gebieden samengevoegd tot een zelfstandige gemeente die op 1 mei 1935 door Vlijmen werd geannexeerd. Deze gemeente ging op haar beurt in 1997 op in de fusiegemeente Heusden.
In 1858 had de Nieuwkuijk 1.285 inwoners die vooral leefden van de verbouw van graan (tarwe en rogge) en aardappelen. Tot ongeveer 1900 werd ook veel hop verbouwd. Tegen het einde van de 19e eeuw kwam de schoenenindustrie op en in 1900 waren er 12 schoenmakerijen met 53 personeelsleden. In 1920 was dit aantal teruggelopen tot 10 met 21 personeelsleden. De mandenvlechterij was toen echter erg toegenomen, er waren 22 mandenmakerijen met 90 man personeel.
In de nacht van 29 op 30 december 1880 werd Nieuwkuijk getroffen door een ernstige overstroming. Het gehele dorp stond onder water. Bij de doorbraak zijn twee inwoners verdronken. Verscheidene huizen (41) werden vernietigd of zwaar (50) tot zeer zwaar (18) beschadigd. Het water was in de periode tot 26 december gestegen naar 574 cm boven NAP. Velen zijn opgevangen in de nabijgelegen plaatsen Drunen (617) en Vlijmen (288), anderen vonden hun toevlucht op de Konijnsberg. Veel gevluchte bewoners werden ondergebracht in Tilburg (148) en Utrecht (146).
Ondanks het deels Hollandse verleden bleef het katholicisme in Nieuwkuijk dominant. Het sinds 1906 bestaande klooster werd een belangrijk religieus centrum.

## Bezienswaardigheden
- Kasteel Onsenoort, met 14e-eeuwse donjon, nu een religieus centrum met onder andere de Kapel Mariënkroon.
- Kasteel d'Oultremont, ook Kasteel van Drunen genoemd, met oudste delen uit de 15e eeuw. Van 1989 tot 2007 maakte het als het roze kasteel deel uit van het themapark Het Land van Ooit.
- De Emmamolen, een stenenstellingmolen uit 1886
- De Sint-Johannes Geboortekerk is een kerk uit 1955 in de voor de Bossche School kenmerkende basilicastijl. De voorganger was de Johannes de Doperkerk die van 1873-1878 werd gebouwd naar ontwerp van Carl Weber. Deze kerk werd in 1944 door oorlogsgeweld verwoest.
- Op de begraafplaats zijn drie grafmonumenten geklasseerd als Rijksmonument, dat van de bezitters van Onsenoort en Nieuwkuijk, de familie Van der Aa en pastoor Smolders.
- Banpaal, een grenspaal van het Land van Heusden, op de Heidijk nabij de Badweg. Ze dateert van omstreeks 1785.
- De Mini-Efteling, is een miniatuur van de echte Efteling. Ze is sinds 1985 toegankelijk.

## Galerij

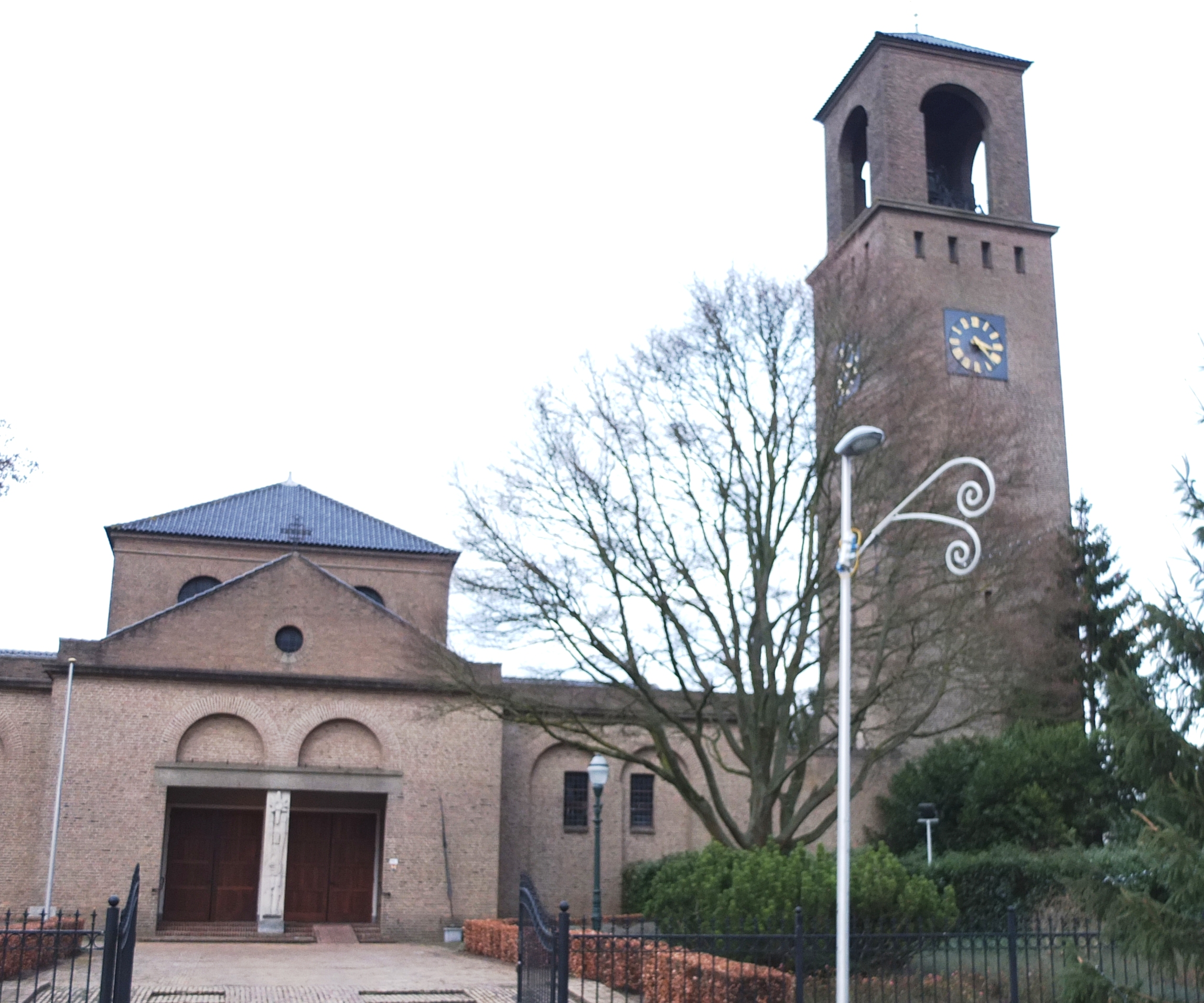
Sint-Johannes Geboortekerk
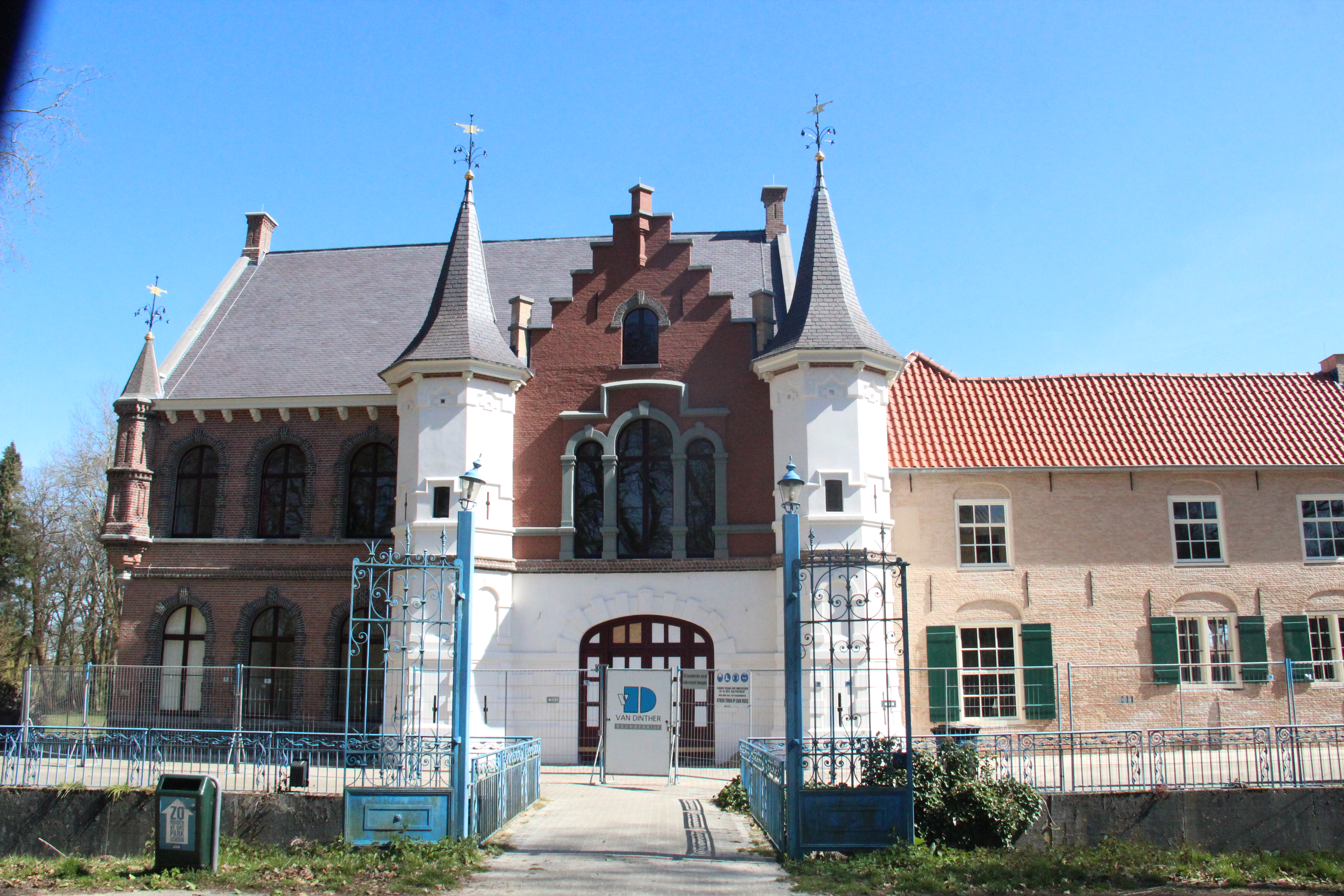
Kasteel d'Oultremont
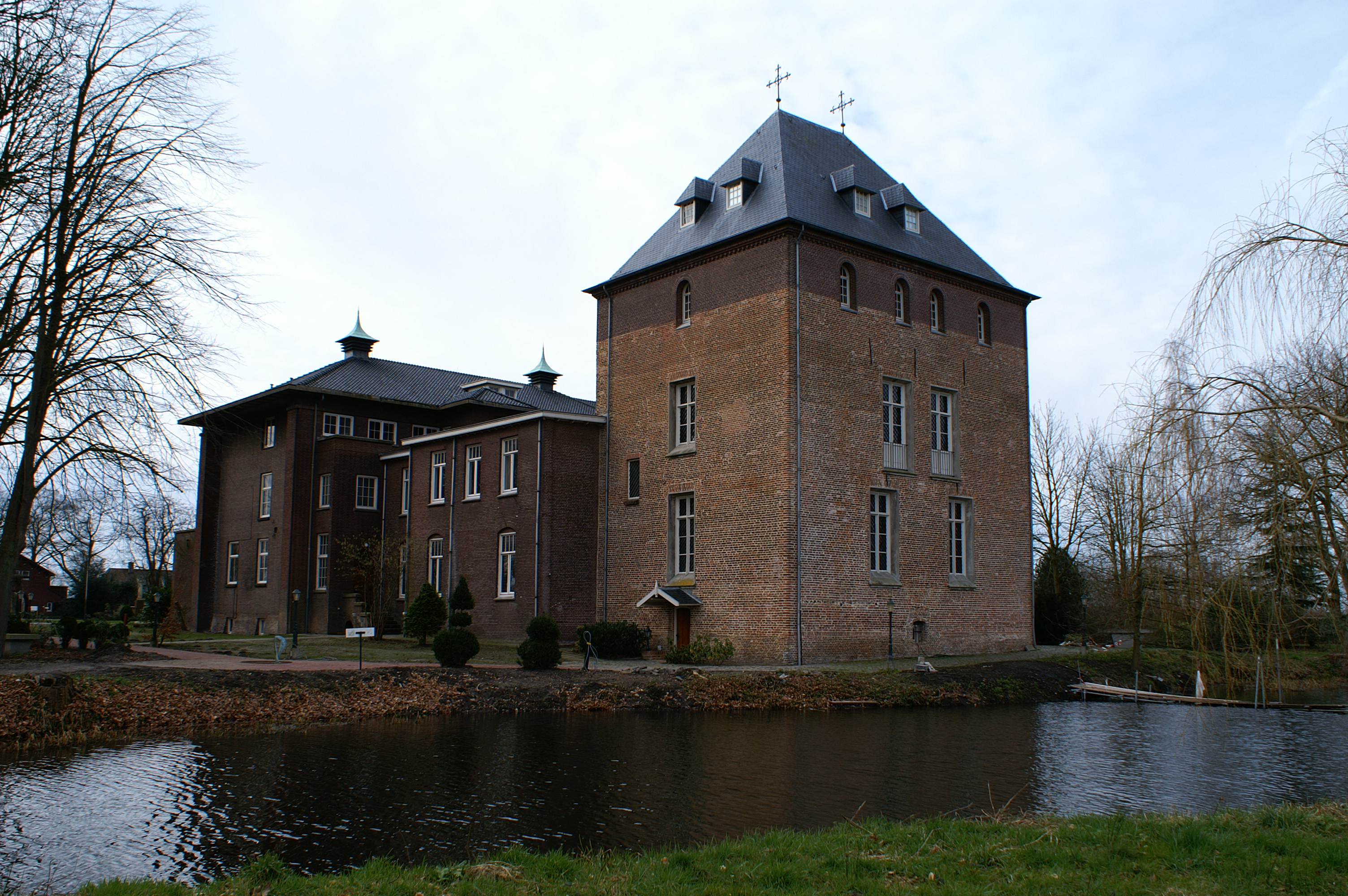
Kasteel Onsenoort en de voormalige abdij Mariënkroon
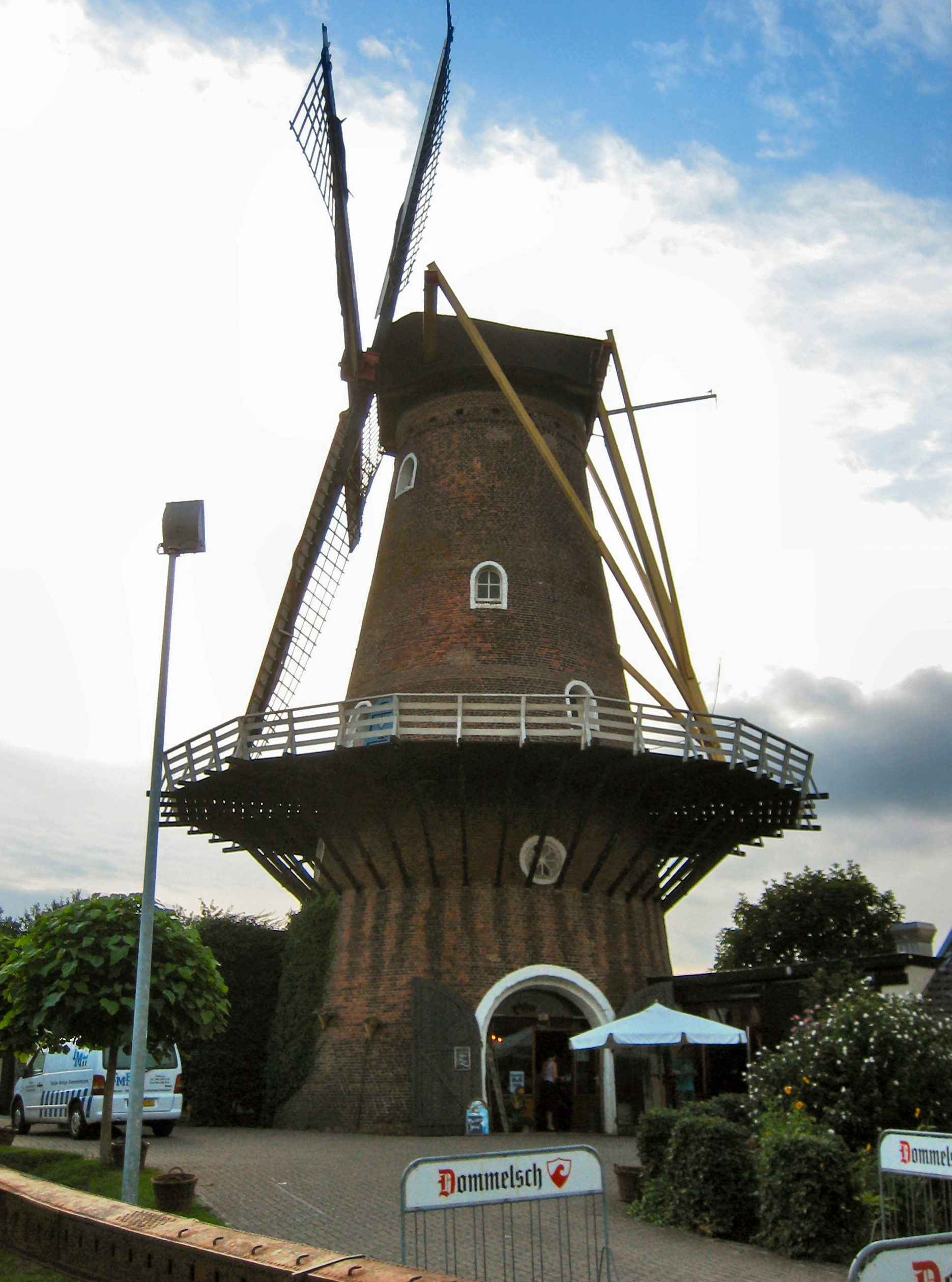
Emmamolen in Nieuwkuijk
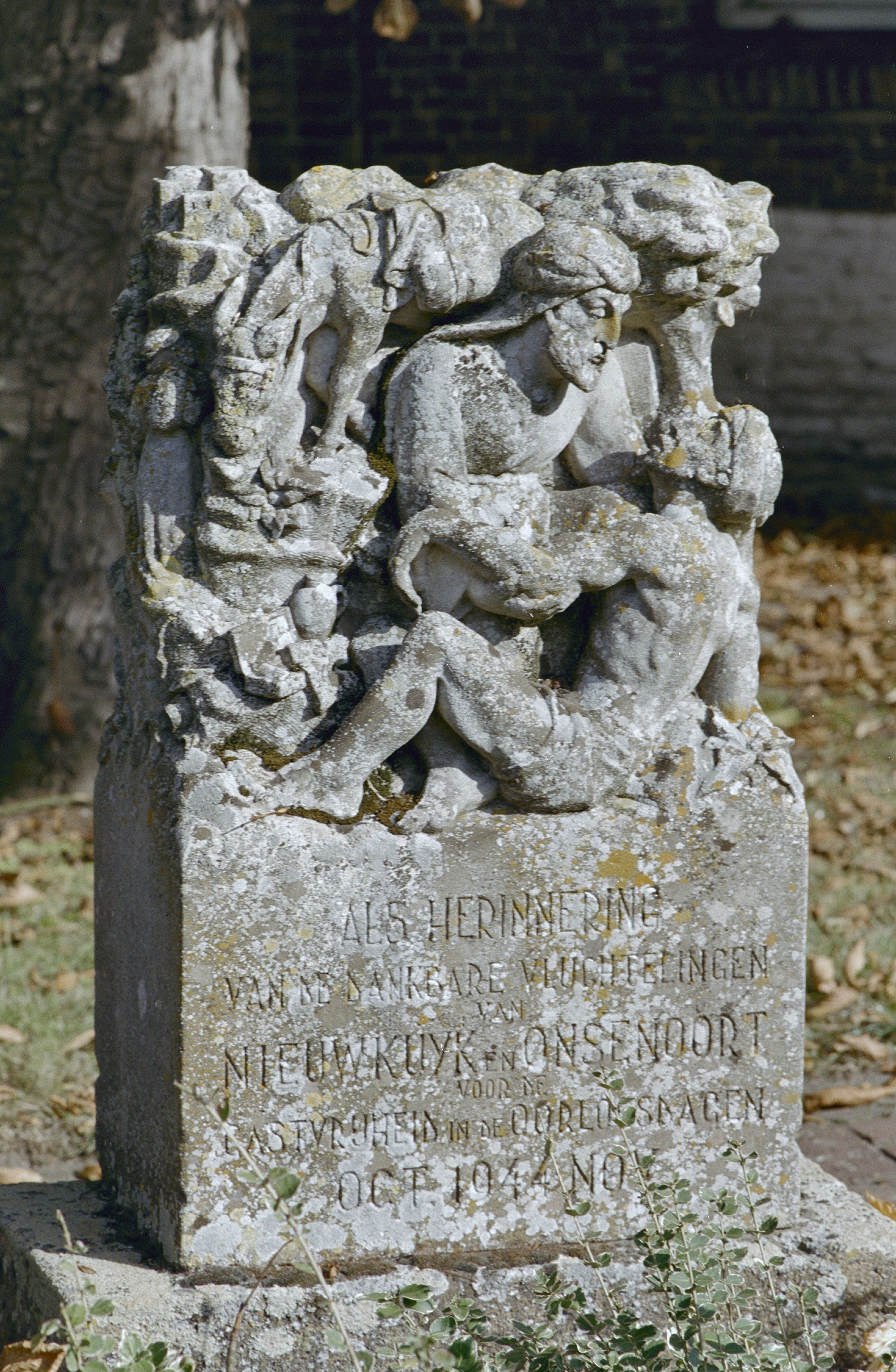
Reliëf op het terrein van de abdij - de Barmhartige Samaritaan

## Natuur en landschap
- Ten zuiden van Nieuwkuijk stroomde vroeger, in tijden van hoogwater, de Beerse Maas. De Heidijk moest het ten noorden ervan gelegen, hogere, gebied tegen het water beschermen. Dit lukte niet altijd afdoende. Vooral in 1880 was er een ernstige overstroming. De Nieuwkuijkse Wiel, een kolk, is ontstaan op de plaats van de dijkdoorbraak. De gemeente heeft hier na de Tweede Wereldoorlog een openluchtzwembad aangelegd dat echter in de jaren 70 van de 20e eeuw in onbruik raakte. De plas is ornithologisch van belang.
- In de nabijheid van de wiel ligt het Nieuwkuijkse Bosje, een voormalig hakhoutbosje op de grens tussen voedselrijke stroomvlakte en voedselarme zandgrond. Het bosje meet 8 ha en wordt beheerd door Staatsbosbeheer. Op de dijk groeien stalkaars, kattendoorn en gewone salomonszegel.
- De stroomvlakte ten zuiden van de Heidijk omvat het natuurgebied Vlijmens Ven, dat beheerd wordt door Natuurmonumenten. In totaal zal dit gebied meer dan 500 ha gaan bedragen. Het kalkrijke kwelwater dat in dit laaggelegen gebied omhoog komt wordt afgevoerd door de Vlijmensvense Hoofdloop, maar het zal in de toekomst weer opgevangen blijven. Akkers worden, vanaf 2008, deels omgevormd tot bloemrijke graslanden. Onder de Nieuwkuijkse Weg werd een dassentunnel aangelegd. Het Vlijmens Ven met daaraan aansluitend de Vughtse Gement zal een verbindende schakel vormen tussen natuurgebieden als Moerputten, Bossche Broek en Loonse en Drunense Duinen.
- Ten noorden van Nieuwkuijk liep eertijds het tracé van de Langstraatspoorlijn. Parallel daaraan loopt een autosnelweg.

Dorpen: Doeveren · Drunen · Elshout · Haarsteeg · Hedikhuizen · Heesbeen · Herpt · Heusden · Nieuwkuijk · Oudheusden · Vlijmen

Buurtschappen en gehuchten: De Hoeven · Fellenoord · Giersbergen · Kuiksche Heide · Luttelherpt · Voordijk · Wolfshoek

Noord-Brabant: Steden en dorpen      Nederland: Provincies · Gemeenten